# Kira (nombre)
Kira o Kyra es un nombre propio femenino de origen persa. Es la forma femenina del nombre masculino Ciro, que puede tener distintos significados. El nombre original persa, "Kûrush", podría significar "clarividente, previsor" o, en cambio, estaría relacionado con la palabra persa "khur", que quiere decir "Sol". 
También podría hallarse en relación con el término griego "kyrios" (κύριος, Κύριλλος (Kyrillos)), el cual significa "Señor", por lo que podría ser utilizado como la forma femenina de Cirilo.
El nombre japonés, latinizado como Kira, no tiene nada que ver etimológicamente. Es un nombre común en Japón; "Kira kira" también significa "brillante" o "reluciente" en ese idioma. 
En ruso, Kira quiere decir "alegre".
Asimismo, Kira es la traducción al inglés del nombre irlandés "Ciara" que se pronuncia de manera similar y significa "Clara”.
Algunos nombres del mismo o similar origen son: Ceara, Cer, Cera, Ciar, Ciora, Cyra, Chiara, Keira, Kiara, Kiera, Kira, Kyra, Sierra, Ciro, Akira, Ciara.
- Datos: Q971245
- Multimedia: Kira (given name) / Q971245